# Lauri Kivekäs (företagsledare)
Lauri Jaakko Jooseppi Kivekäs, född 7 juli 1903 i Muuruvesi, död 12 februari 1998 i Lembois, var en finländsk industriman. Han var son till Josef Stenbäck och gift med en av Emil Aaltonens döttrar.
Kivekäs blev vicehäradshövding 1930. Han verkade på 1920- och 1930-talen som fabrikschef och disponent i flera företag inom Aaltonenkoncernen; var 1941–1966 verkställande direktör för Sarvis Oy, 1947–1975 för Aaltosen Kenkätehdas Oy och 1948–1964 för Lokomo Oy. Han var därtill bland annat styrelseordförande i Arbetsgivarnas i Finland centralförbund (AFC) 1957–1967 och ordförande i förvaltningsrådet för Kansallis-Osake-Pankki 1965–1972; handels- och industriminister i Rainer von Fieandts expeditionsministär 1957–1958. Kivekäs var en av de drivande krafterna när Oy Nokia Ab bildades 1966 och dess förste styrelseordförande fram till 1976. Han tilldelades bergsråds titel 1953.